# Petrovići (gmina Šekovići)
Petrovići (cyr. Петровићи) – wieś w Bośni i Hercegowinie, w Republice Serbskiej, w gminie Šekovići. W 2013 roku liczyła 27 mieszkańców.